# Campeonato Cearense de Futebol de 2012
O Campeonato Cearense de Futebol de 2012 foi a 98ª edição do torneio. A competição contou com 22 rodadas na fase classificatória, além de jogos de ida e volta nas semifinais e nas finais. Neste ano, Crateús e Trairiense disputaram pela primeira vez, a primeira divisão do Campeonato Cearense. O Ceará se consagrou bicampeão neste ano e garantiu o 100º título estadual para a cidade de Fortaleza, além da participação na Copa do Brasil de 2013 juntamente com o vice-campeão, o Fortaleza. Os dois clubes também participarão do Campeonato do Nordeste de 2013.
Ceará e Fortaleza se classificaram para as semifinais na 18ª rodada. O alvinegro após vencer o Guarani de Juazeiro por 5 a 0, no PV, e o tricolor após empatar com o Guarany de Sobral, no Junco, por 1 a 1. Duas rodadas depois, foi a vez do Horizonte confirmar sua vaga na semifinal após uma vitória sobre o Itapipoca, por 2 a 1, no Perilão. Na 21ª rodada, o Tiradentes-CE foi último time a se classificar para a fase semifinal do Campeonato, o tigre venceu o Crateús por 3 a 2, no Estádio Presidente Vargas.
O rebaixamento começou a ser decidido na 19ª rodada. O Itapipoca foi o primeiro a cair à Segundona Cearense de 2013 após perder por 3 a 0 para o Ceará, no Perilão. A decisão sobre os outros dois clubes que seriam rebaixados, ficou para a última rodada. O Trairiense perdeu por 2 a 1 para o Guarany de Sobral no Junco e foi rebaixado. O último a cair foi o tradicional Ferroviário, vencedor por 9 vezes do Campeonato Cearense, que caiu pela primeira vez para a 2ª Divisão do Cearense, mesmo após vencer o Guarani de Juazeiro por 2 a 1. Após o rebaixamento, o Ferroviário entrou na Justiça contra o Crateús por ter escalado 3 jogadores irregulares. Dias depois, o time dos Inhamuns foi julgado e acabou perdendo 13 pontos pela irregularidade, sendo rebaixado e livrando o time da capital da 2ª divisão.
O Horizonte passou toda a fase classificatória com a vaga para a Série D de 2012 nas mãos. Na fase semifinal, após ser eliminado pelo Fortaleza, confirmou a vaga na competição nacional.
A disputa pela Taça Padre Cícero de 2012 teve seu primeiro jogo no dia 2 de maio e o segundo jogo, dia 5 de maio. A primeira equipe classificada para a 'final do interior' foi o Crato, ao final da fase classificatória. E por não ir à final do campeonato, o Horizonte ficou com a outra vaga, pelo terceiro ano consecutivo. O time do Horizonte se consagrou bicampeão da Taça Padre Cícero com um placar agregado de 9 a 3.

## Fórmula de disputa
Diferente das últimas edições, os participantes jogam em uma única fase classificatória. No turno único, os clubes jogam em confrontos diretos, de "ida" e "volta", classificando-se para as semifinais os quatro primeiros colocados. Na semifinal, os jogos se dão por cruzamento olímpico (o 1° colocado enfrenta o 4° colocado e o 2° enfrenta o 3°), em dois jogos. Os vencedores se enfrentarão na final do campeonato, também em dois jogos.
Na fase semifinal e final, o clube com melhor campanha joga por dois empates ou dois resultados antagônicos, além de jogar a última partida em casa.
As equipes finalistas conquistarão duas vagas do estado do Ceará na Copa do Brasil de 2013 e duas vagas para o Campeonato do Nordeste de Futebol de 2013. 
Em 2012 serão rebaixados três clubes, portanto, as equipes classificadas em décimo, décimo primeiro e décimo segundo lugar serão rebaixadas e deverão disputar a 2ª divisão do Campeonato Cearense de 2013.
As duas equipes do interior do estado de melhor campanha em todo o estadual e que não foram classificadas para a final do Campeonato, decidirão o título de Campeão do Interior, que será realizado em duas partidas, em ida e volta. Os resultados destes dois jogos não influenciam a classificação geral do Campeonato Cearense.

## Polêmica do Clássico-Rei
Com o Estádio Castelão fechado para a reforma visando a Copa do Mundo FIFA de 2014, o Estádio Presidente Vargas, em Fortaleza, ficou responsável por receber os clássicos entre Ceará Sporting Club e Fortaleza Esporte Clube. Porém, por ter capacidade reduzida, se comparada a do Castelão, e pela segurança dos torcedores, os dirigentes dos dois clubes da capital decidiram, junto a Federação Cearense de Futebol, no dia 1º de fevereiro de 2012, que os clássicos seriam realizados com torcida única, a do mandante.
A polêmica começou no dia 6 de fevereiro, seis dias antes do clássico ser realizado, com mando de campo do Ceará Sporting Club, Osmar Baquit, presidente do Fortaleza Esporte Clube, convocou a torcida tricolor para ir ao TJDF/CE, visando a busca de 10% dos ingressos no clássico. No dia seguinte, a FCF decidiu manter o que foi fechado anteriormente pelos dois clubes, porém, no mesmo dia, o TJDF/CE concedeu uma liminar determinando que os torcedores do Fortaleza Esporte Clube terão direito a 10% dos ingressos.

A polêmica sobre o Clássico-Rei se alastrou ainda mais, quando Osmar Baquit exigiu que o segundo clássico fosse realizado no Estádio Alcides Santos, estádio do Fortaleza Esporte Clube, que tem capacidade para 7.500 pessoas.
Dia 8, o TJDF anunciou que o jogo teria torcida dividida, 50% para o Ceará e 50% para o Fortaleza.
Dia 9, em uma reunião com todos os órgãos envolvidos, a FCF decidiu por torcida única, dia 12 de fevereiro, 100% dos ingressos para a torcida alvinegra, e dia 25 de março, 100% dos ingressos para a torcida tricolor. Horas depois, o TJDF recusou a proposta da FCF, e definiu que seriam 6.800 ingressos para cada torcida mais 1.400, das cadeiras sociais, para o Ceará, dia 12 de fevereiro e, dia 25 de março, 6.800 ingressos para cada torcida, mais 1.400 para o Fortaleza. Ficou definido ainda que os sócios-torcedores terão que pagar ingresso para assistir o jogo, pois o mando de campo passou a ser da Federação.
O segundo clássico, que ocorreu dia 25 de março, teve uma peculiaridade. Dois dias antes, o famoso humorista cearense, Chico Anysio faleceu e, em homenagem ao artista, a Prefeitura de Fortaleza e a Federação Cearense de Futebol decidiram entregar ao vencedor da partida o troféu Chico Anysio, no caso, o Ceará Sporting Club.
Nas finais, outros dois clássicos. No primeiro, o Fortaleza Esporte Clube teria o mando de campo, mas decidiu por fazer igual a fase classificatória, entregar o mando e todos os custos à Federação. No segundo, o Ceará Sporting Club decidiu por não aceitar que o mando fosse da Federação, e que seus sócios entrassem de graça no jogo. O Fortaleza se sentiu prejudicado, alegando que foi impedido de liberar a gratuidade dos sócios, e resolveu entregar ingressos para seus sócios. O Ceará não aceitou, já que o mando de campo era do alvinegro, porém o rival continuou com a distribuição. A Federação, decidiu, mesmo o mando sendo do Ceará, que os sócios do Fortaleza também entrariam de graça.. O Ceará foi campeão e se recusou a receber troféu e medalhas em sinal de protesto contra a FCF.

## Caso Crateús, caso Guto e caso Reina

### Caso Crateús
Após ser rebaixado para a segunda divisão do cearense, o Ferroviário entrou na Justiça contra o Crateús por ter escalado jogadores irregulares em algumas partidas. Jornalistas fizeram pesquisas, com súmulas em mãos, e descobriram que a ação do Ferroviário procede e isso pode fazer com que o estreante Crateús seja rebaixado para a segunda divisão cearense. O caso foi julgado dia 22 de abril, tendo o Crateús perdido, por unanimidade, 4 pontos, em relação a condição irregular do jogador William Carioca, 6 pontos, em relação ao jogador Erilson, por maioria dos votos e 3 pontos pela irregularidade do jogador Bruno Recife.

### Caso Guto
Após a fase classificatória, o Crato entrou na Justiça contra no Fortaleza, alegando a irregularidade do lateral Guto. O jogador, que tinha um contrato de 5 anos com o tricolor, assinou um pré-contrato com o rival, Ceará, porém, para não deixar o lateral ir para o time rival, a diretoria do Fortaleza assinou um aditivo de 1 ano com o jogador, o que firma um contrato de 6 anos. De acordo com a Lei Pelé, o contrato máximo de um jogador deverá ter duração de 5 anos. A irregularidade foi constatada por vários advogados. Porém de acordo com a CBF, o atleta está completamente regular. A CBF admite que houve falha no sistema, pois não é permitida a prorrogação do contrato além dos cinco anos - período do contrato inicial. O caso não foi julgado antes do final do campeonato. 

### Caso Reina
Diante das acusações, a diretoria tricolor decidiu entrar na Justiça contra o Ceará, alegando que um de seus jogadores, o colombiano Reina, estaria irregular desde o início da competição. A especulação veio à tona, após o jogador viajar para a Colômbia e não ser relacionado por 3 jogos seguidos. Na volta ao Brasil, o jogador mostrou que foi renovar o visto de trabalho, que tinha validade até 5 de maio, até então, o jogador não estava irregular. Mesmo assim, a diretoria do Fortaleza decidiu entrar na Justiça, às vésperas das semifinais. Após voltar ao Brasil, o jogador foi relacionado para os jogos da semifinal. O caso não foi julgado antes do final do campeonato.

## Turno único

### Classificação
|  |                                         |
|  | Zona de classificação para a fase final |

### Fase final
|  | Semifinais | Semifinais    | Semifinais | Semifinais |   |  | Final | Final | Final | Final |
|  |            |               |            |            |   |  |       |       |       |       |
|  | 1          | Ceará         | 2          | 4          |   |  |       |       |       |       |
|  | 4          | Tiradentes-CE | 0          | 0          |   |  |       |       |       |       |
|  |            |               |            |            |   |  | Ceará | 0     | 1     |       |
|  |            |               | Fortaleza  | 0          | 1 |  |       |       |       |       |
|  | 2          | Fortaleza     | 4          | 1          |   |  |       |       |       |       |
|  | 3          | Horizonte     | 1          | 0          |   |  |       |       |       |       |

### Final
| Equipe 1 | Total | Equipe 2  | 1.º jogo | 2.º jogo |
| -------- | ----- | --------- | -------- | -------- |
| Ceará    | 1 – 1 | Fortaleza | 0 – 0    | 1 – 1    |

#### Jogos de Ida
| Domingo, 6 de maio | Fortaleza | 0 – 0          | Ceará | Presidente Vargas, Fortaleza                                         |
| 16:00              |           | Súmula Borderô |       | Público: 13 832 Renda: R$ 332.643,00 Árbitro: PR Heber Roberto Lopes |

| Fortaleza | Ceará |

#### Jogos de Volta
| Domingo, 13 de maio | Ceará                    | 1 – 1          | Fortaleza   | Presidente Vargas, Fortaleza                                             |
| 16:00               | Felipe Azevedo 76' (pen) | Súmula Borderô | 61' Jaílson | Público: 15 967 Renda: R$ 257.756,00 Árbitro: MG Ricardo Marques Ribeiro |

| Ceará | Fortaleza |

## Final do interior (Taça Padre Cícero)
As duas equipes do interior cearense, melhor colocadas na classificação geral, fazem a final da Taça Padre Cícero de 2012.
Primeiro jogo
| 1 de maio | Crato                                       | 2 – 4 | Horizonte | Mirandão                                          |
| 16:00     | Bruno Xavier Costa · Yure Germano de Araujo |       | Willian da Silva Soares · Elanardo Braga Viana · Stênio Marcos da Fonseca Salazar Júnior · Alex Paaschen Titton | Público: 189 Árbitro: Wladyerisson Silva Oliveira |

Segundo jogo
| 5 de maio | Horizonte | 5 – 1 | Crato                        | Domingão                                                 |
| 16:00     | Willian da Silva Soares · João Paulo Aureliano dos Santos · Elanardo Braga Viana · Renato Lucas Gomes da Costa |       | Victor Barreto do Nascimento | Público: 1,181 Árbitro: Luiz Cesar de Oliveira Magalhães |

### Premiação
| Taça Padre Cícero de 2012     |
| Horizonte                     |
| ----------------------------- |
| Horizonte Campeão (2º título) |

## Desempenho por rodada
Clubes que lideraram o campeonato ao final de cada rodada:
| Rodadas | Rodadas | Rodadas | Rodadas | Rodadas | Rodadas | Rodadas | Rodadas | Rodadas | Rodadas | Rodadas | Rodadas | Rodadas | Rodadas | Rodadas | Rodadas | Rodadas | Rodadas | Rodadas | Rodadas | Rodadas | Rodadas |
| ------- | ------- | ------- | ------- | ------- | ------- | ------- | ------- | ------- | ------- | ------- | ------- | ------- | ------- | ------- | ------- | ------- | ------- | ------- | ------- | ------- | ------- |
| 1       | 2       | 3       | 4       | 5       | 6       | 7       | 8       | 9       | 10      | 11      | 12      | 13      | 14      | 15      | 16      | 17      | 18      | 19      | 20      | 21      | 22      |
| HOR     | HOR     | HOR     | HOR     | HOR     | HOR     | CEA     | FOR     | FOR     | FOR     | FOR     | FOR     | FOR     | FOR     | FOR     | FOR     | FOR     | FOR     | CEA     | CEA     | CEA     | CEA     |

Clubes que ficaram na última posição do campeonato ao final de cada rodada:
| Rodadas | Rodadas | Rodadas | Rodadas | Rodadas | Rodadas | Rodadas | Rodadas | Rodadas | Rodadas | Rodadas | Rodadas | Rodadas | Rodadas | Rodadas | Rodadas | Rodadas | Rodadas | Rodadas | Rodadas | Rodadas | Rodadas |
| ------- | ------- | ------- | ------- | ------- | ------- | ------- | ------- | ------- | ------- | ------- | ------- | ------- | ------- | ------- | ------- | ------- | ------- | ------- | ------- | ------- | ------- |
| 1       | 2       | 3       | 4       | 5       | 6       | 7       | 8       | 9       | 10      | 11      | 12      | 13      | 14      | 15      | 16      | 17      | 18      | 19      | 20      | 21      | 22      |
| FER     | TRA     | TRA     | FER     | ITA     | TRA     | TRA     | ITA     | FER     | ITA     | ITA     | ITA     | ITA     | ITA     | ITA     | ITA     | ITA     | ITA     | ITA     | ITA     | ITA     | ITA     |

## Maiores públicos
Esses foram os maiores públicos do Campeonato:

## Estatísticas de Público

### Média de público
A média de público considera apenas os jogos da equipe como mandante.
| Nº | Time                   | Total   | Jogos     | Média  |
| -- | ---------------------- | ------- | --------- | ------ |
| 1  | Ceará                  | 136.023 | 13 jogos  | 10.463 |
| 2  | Fortaleza              | 124.421 | 13 jogos  | 9.571  |
| —  | Camp. Cearense de 2012 | 374.953 | 138 jogos | 2.717  |
| 3  | Ferroviário            | 18.661  | 11 jogos  | 1.696  |
| 4  | Horizonte              | 17.868  | 12 jogos  | 1.489  |
| 5  | Tiradentes-CE          | 14.963  | 12 jogos  | 1.247  |
| 6  | Guarany de Sobral      | 13.516  | 11 jogos  | 1.229  |
| 7  | Crateús                | 11.796  | 11 jogos  | 1.072  |
| 8  | Icasa                  | 11.761  | 11 jogos  | 1.069  |
| 9  | Crato                  | 8.884   | 11 jogos  | 808    |
| 10 | Guarani de Juazeiro    | 6.237   | 11 jogos  | 567    |
| 11 | Itapipoca              | 6.204   | 11 jogos  | 564    |
| 12 | Trairiense             | 4.619   | 11 jogos  | 420    |

| Maior média de público do Cearense 2012 |
| Fortaleza                               |
| --------------------------------------- |
| CEARÁ Quarto ano seguido (14ª vez)      |

- i. ^ Considera-se apenas o público pagante

### Contra os grandes
Veja abaixo, os públicos dos times contra os grandes do futebol cearense, Ceará Sporting Club e Fortaleza Esporte Clube.  Ingresso encontra-se em valor inteiro, com direito a meia entrada. "M" representa o ingresso arquibancada para mulheres.
|  |               |
|  | Maior público |

## Premiação (Troféu Verdes Mares)
- Craque do Campeonato: Cléo (Fortaleza)

- Craque da Galera: Ciro Sena (Fortaleza)

- Seleção do campeonato:
  - Goleiro: Carlos Luna (Icasa)
  - Zagueiros: Ciro Sena (Fortaleza) e William Thiego (Ceará)
  - Laterais: Apodi (Ceará) e Johnny (Horizonte)
  - Volantes:  Heleno (Ceará) e Leandro (Fortaleza)
  - Meio-campistas: Elanardo (Horizonte) e Rogerinho (Ceará)
  - Atacantes: Cléo (Fortaleza) e Felipe Azevedo (Ceará)

- Artilheiro: Felipe Azevedo (Ceará)

- Melhor técnico: Nedo Xavier (Fortaleza)

- Melhor árbitro: Avelar Rodrigo

- Melhor assistente (árbitro): Thiago Brígido

- Goleiro menos vazado: Fernando Henrique (Ceará)

- Revelação: Romário (Ceará)

- Homenageado: Lulinha

- Clube homenageado: Caucaia, por vencer o campeonato cearense feminino.